# ديفون غومرسال
ديفون غومرسال (بالإنجليزية: Devon Gummersall)‏ مواليد 15 أكتوبر 1978 في دورانغو، الولايات المتحدة، هو ممثل ومخرج وكاتب سيناريو أمريكي بدأ مسيرته الفنية سنة 1992.

## الأعمال
- يوم الاستقلال
- روزويل
- كلمة إل
- 24
- سي اس آي: نيويورك
- سي اس آي: التحقيق في موقع الجريمة
- دروب ديد ديفا
- كاسل
- ماد من
- عقول إجرامية

## روابط خارجية
- ديفون غومرسال على موقع IMDb (الإنجليزية)
- ديفون غومرسال على موقع ألو سيني (الفرنسية)
- ديفون غومرسال على موقع أول موفي (الإنجليزية)
- ديفون غومرسال على موقع قاعدة بيانات الأفلام السويدية (السويدية)
- ديفون غومرسال على موقع قاعدة بيانات الفيلم (الإنجليزية)
- ديفون غومرسال على موقع كينوبويسك (الروسية)